# Oliver Ames (Politiker)

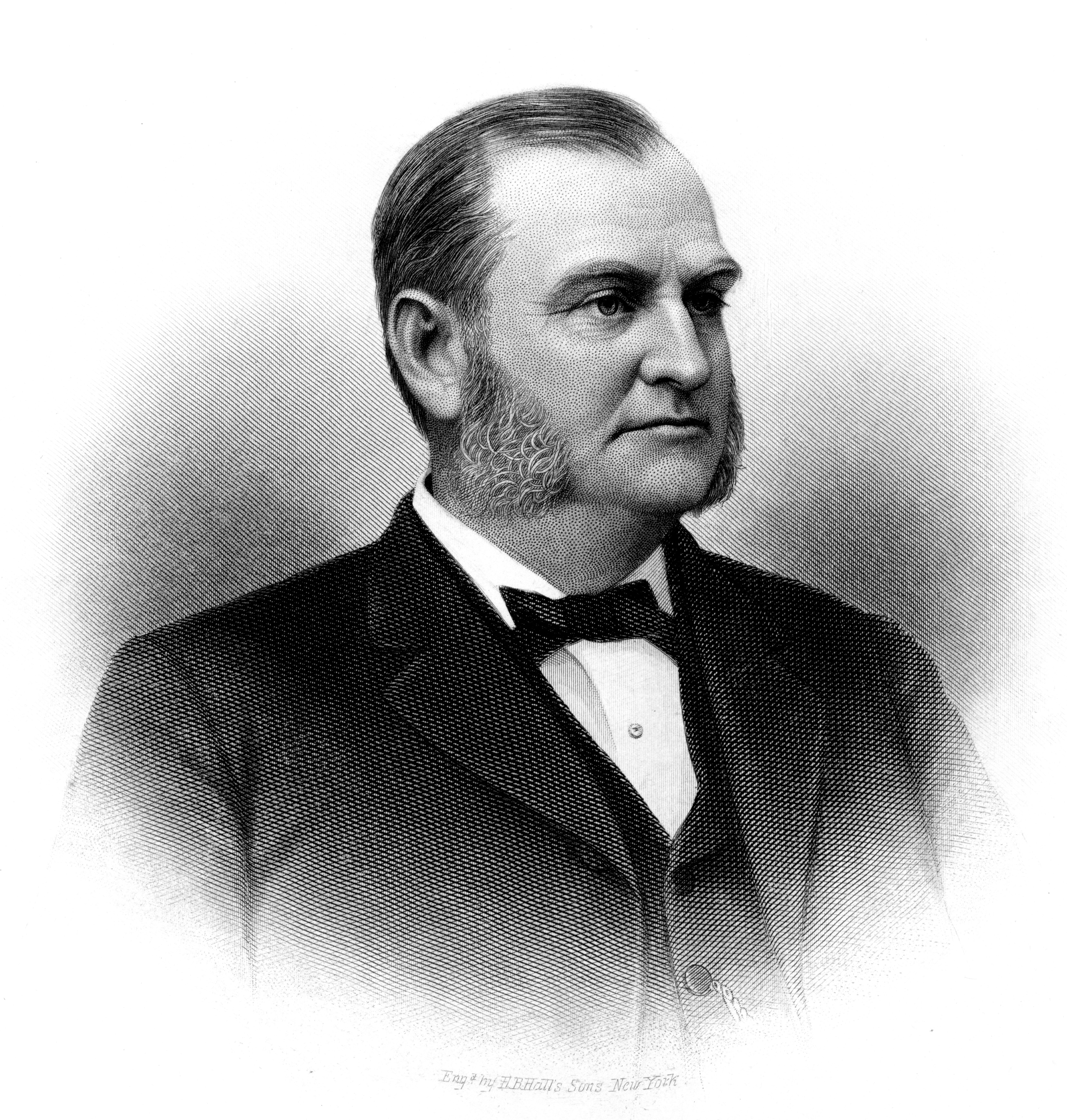
Oliver Ames

Oliver Ames (* 4. Februar 1831 in Easton, Bristol County, Massachusetts; † 22. Oktober 1895 ebenda) war ein US-amerikanischer Politiker und von 1887 bis 1890 Gouverneur des Bundesstaates Massachusetts.

## Frühe Jahre und politischer Aufstieg
Oliver Ames war der Sohn des Kongressabgeordneten Oakes Ames, der wegen eines Skandals seines Amtes enthoben worden war. Oliver genoss zunächst eine private Ausbildung und studierte dann an der Brown University, ohne aber einen Abschluss zu machen. Danach arbeitete er im Familienbetrieb mit, in dem Schaufeln und andere Werkzeuge für die Landwirtschaft hergestellt wurden. Mit den erzielten Gewinnen stieg er in das Bank- und Eisenbahngewerbe ein. In der Miliz von Massachusetts brachte er es bis zum Oberstleutnant. Er verließ die Truppe aber noch vor dem Ausbruch des Bürgerkrieges.
Ames wurde Mitglied der Republikanischen Partei. Von 1881 bis 1882 saß er im Senat von Massachusetts; von 1883 bis 1887 war er als Vizegouverneur Stellvertreter der Gouverneure Benjamin Franklin Butler und George D. Robinson. Am 2. November 1886 wurde er zum Gouverneur seines Staates gewählt, wobei er sich mit 50:46 Prozent der Stimmen gegen den Demokraten John F. Andrew durchsetzte.

## Gouverneur von Massachusetts
Oliver Ames trat sein neues Amt am 6. Januar 1887 an und konnte es nach einigen Wiederwahlen bis zum 1. Januar 1890 ausüben. In seiner Amtszeit wurde das Bildungssystem in Massachusetts verbessert und das Bankwesen reformiert. Die Infrastruktur des Staates, insbesondere das Schienennetz und die Wasserstraßen, wurde ausgebaut. Eine Gesetzesvorlage zur Einführung eines Prohibitionsgesetzes wurde in einer Volksabstimmung abgelehnt.
Nach dem Ende seiner Gouverneurszeit zog sich Ames aus der Politik zurück. Er starb im Oktober 1895. Mit seiner Frau Anna Coffin Ray hatte er sechs Kinder.